# Rob Stolk

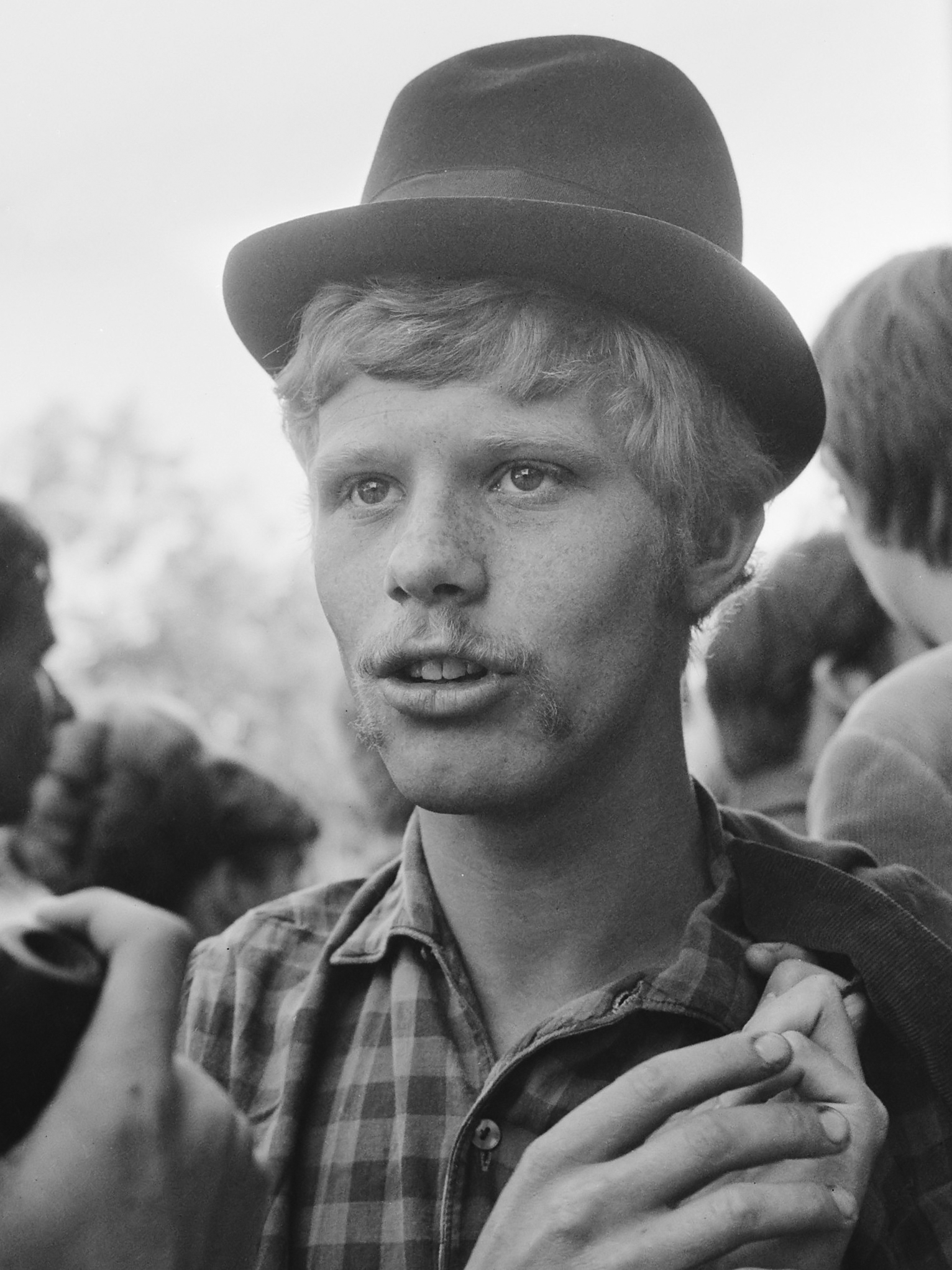
Rob Stolk (1965)

Robert Stolk (* 23. Januar 1946 in Zaandam; † 31. März 2001 in Amsterdam) war Mitbegründer der niederländischen Provo-Bewegung und neben Roel van Duijn einer der bekanntesten Provo-Aktivisten.

## Kindheit und Jugend
Rob (wie er genannt wurde) Stolk wuchs als zweitjüngstes Kind, er hatte vier Geschwister, im niederländischen Zaandam auf und ging ohne Zeugnis 1962 von der Realschule (Niederländisch: Hogere burgerschool, HBS). Sein Standpunkt: Was ein Kind nötig hat und auf der Schule lernen muss, ist Lesen und Schreiben. Den Rest lernt es im Leben. Nach dem Schulabgang machte er für eine Autowerkstatt die Buchhaltung. In 1963 trat er den Pacifistisch-Socialistisch-Jongeren-Werkgroepen (PSJW) (Pazifistisch-Sozialistisch-Jüngeren-Arbeitsgruppen) bei und propagierte für die Pacifistisch Socialistische Partij (PSP). Stolks Motivation für sein demokratisches und sozialistisches Gedankengut stammte aus seinem Elternhaus. Sein Vater kam aus einer sozialistischen und seine Mutter aus einer kommunistischen Familie.
Im Debattierklub De Raamstraat in Amsterdam war Stolk nun öfters anzutreffen, wo er sich Lesungen anhörte und an Demonstrationen teilnahm, zum Beispiel bei dem Ostermarsch. Hier machte er seine ersten Bekanntschaften mit dem harten Auftreten der Polizei gegen Demonstranten. Aus Unzufriedenheit mit den vielen Versammlungen und mangelnden direkten Aktionen gründete er im Frühjahr 1965 in Zaandam seine eigene Gruppe, die sechzehn Mitglieder zählende Anarchistische Arbeitsgemeinschaft Zaandam. Zu dieser Zeit gab er zusammen mit einem Freund die Zeitschrift Barst (so viel wie: „Ihr könnt mir den Buckel herunterrutschen“; provozierend gemeint gegenüber dem Staat als Herrschaftsinstrument und den „Spießbürgern“) heraus. Der Untertitel dieser Publikation brachte Stolks damalige Ideale deutlich zum Ausdruck: „Sozial-kulturelle Zeitschrift auf Basis einer Lebensanschauung, welche eine weitestmögliche Selbstständigkeit für jedes Individuum fordert und jedes gesellschaftliche System, das auf Gewalt, Zwang und autoritärer Unterdrückung basiert, ablehnt“. Rob Stolks anarchistische Tendenzen dieser Zeit und seine spätere Weltanschauung des gewaltlosen Anarchismus sollten die Basisideen für die Provobewegung werden. Er war nicht nur aktiv am Geschehen der Bewegung beteiligt, als Drucker für Flugblätter, Broschüren und der Provo-Zeitschrift war er eine der treibenden Kräfte der Bewegung.

## Aktivitäten
Provo, Happening-Künstler, Drucker, Aktivist, Anarchist.
Am 12. Mai 1965 erschien die erste Ausgabe der Zeitschrift PROVO (Auflage: fünfhundert Exemplare, gegen Ende erreichte sie eine Auflage von fast zwanzigtausend Exemplaren). Die Initiative dafür ergriffen unter anderem Roel van Duijn und Rob Stolk. Die polizeiliche Beschlagnahmung der ersten Ausgabe mit der offiziellen Begründung Unerlaubter Verkauf auf der Straße konnten Stolk und die wachsende Provobewegung nicht aufhalten. Durch seinen Humor, sein undogmatisches Vorgehen – beeinflusst durch den charismatischen Provo Robert Jasper Grootveld – und seine Medienkontakte wurde Stolk stets bekannter. „Da keine Verhältnisse stabil sind, kann auch keine Veränderung genau konzipiert werden. Jede Art der kreativen Veränderung muß permanent durch einen Lernprozess geschehen“. Der damals 19-Jährige und seine 17-jährige Freundin Sara Janse Duys erlangten im Oktober 1965 nationale Bekanntheit durch ihre „Provo-Hochzeit“ in Zaandam. Stolk im weißen Jeansanzug drehte mit seiner Freundin einige Runden auf einem weißen Fahrrad, ein Hinweis auf den kurz zuvor gestarteten „weißen Fahrradplan“.

## Gesellschaftspolitische Hintergründe
Am Samstag, den 14. August 1965 wurden Stolk und andere Provos von der Polizei festgenommen, weil sie gegen das gewalttätige Auftreten der Polizei demonstriert hatten. 1966 wurde Stolk mit den Provo-Redakteuren Roel van Duijn, Hans Metz und Luud Schimmelpennink zum zweiten Male festgenommen. Begründung: In der Provo-Zeitschrift Nr. 7 war ein anonymer Brief veröffentlicht worden, in dem scharfe Kritik an der Gemeindeaufsicht (zuständig für die Innenstadt) geäußert und zu Aktionen aufgerufen wurde. Gegen Ende 1966 war „Provo-Amsterdam“ zum Internationalen Zentrum geworden; nicht nur für Anarchisten, Hippies, Gammler, Idealisten, Künstler und andere Aktivisten, auch für ausländische Flüchtlinge und von zu Hause weggelaufene Minderjährige. Ein Teil der etablierten Medien begann langsam auf die konstruktiven Seiten der Provos hinzuweisen und unternahm den Versuch, zwischen „echten Provos“ (gewaltlosen Anarchisten, Aktivisten) und den Mitläufern, Krawallmachern, Gewalttätern und Randalierern zu unterscheiden. Nachdem am 15. Mai 1967 die Provobewegung offiziell im Amsterdamer Vondelpark beendet wurde, blieb Rob Stolk weiterhin aktiv.
Erneut gründete er ein Druckerkollektiv, das den Beginn der Hausbesetzerbewegung in Amsterdam formte. Geldmittel kamen anfangs aus der Kasse der „Stichting ter Bevordering van een Goed en Goedkoop Leven“ (etwa: „Stiftung zur Förderung eines guten und preisgünstigen, gesunden Lebens“). Im Februar 1969 wurde das Archiv der „Aktionsgruppe“ für fast dreizehntausend Gulden an die Universität von Amsterdam verkauft. Alternative Stadtteilzentren und die am Anfang stehende Hausbesetzerbewegung empfingen ebenfalls Geld von der Stiftung. Im selben Jahr begann Stolk eine weitere Aktion, das „Kooperation Wohnungsbüro“, „De Kraker“ (Die Hausbesetzer) und gab eine „Anleitung für Hausbesetzer“ heraus. Im Mai 1969 besorgte Stolk ein Brecheisen für die Besetzung des Verwaltungsbüros der Universität von Amsterdam, das sogenannte „Maagdenhuis“ und sorgte für entsprechende Druckerzeugnisse. Anfang der 1970er Jahre nahm er noch Teil an organisiertem gewaltlosem Widerstand gegen die Häuser-Abbruchpläne der Gemeinde Amsterdam wegen des Baus der Metro (Untergrundbahn). Als die Hausbesetzerbewegung sich radikalisierte, beendete Stolk seine direkten politischen Aktionen.

## Druckerei
1976 zog Rob Stolk mit seiner Familie in den südlichen Teil von Amsterdam und gründete die „Drukkerij Rob Stolk B.V.“ Seine politischen Überzeugungen hatte er nicht aufgegeben; er druckte weiterhin für politische Gruppen, Künstler und andere. Robert Stolk starb 55-jährig an einem Herzanfall. Er hinterließ eine Frau und zwei Kinder.